# Neue Göhle (Naturschutzgebiet)
Koordinaten: 51° 14′ 5″ N, 11° 46′ 56″ O
Die Neue Göhle ist ein Naturschutzgebiet in der Stadt Freyburg (Unstrut) im Burgenlandkreis in Sachsen-Anhalt.

## Allgemeines
Das Naturschutzgebiet mit dem Kennzeichen NSG 0126 ist rund 53 Hektar groß. Es ist vollständig Bestandteil des circa 84 Hektar großen FFH-Gebietes „Neue Göhle und Trockenrasen nördlich Freyburg“ und wird fast vollständig vom Landschaftsschutzgebiet „Unstrut-Triasland“ umgeben. Das Gebiet steht seit 1994 unter Schutz (Datum der Verordnung: 20. Juni 1994). In ihm ist das zum 1. Mai 1961 ausgewiesene, bisherige Naturschutzgebiet gleichen Namens aufgegangen. Zuständige untere Naturschutzbehörde ist der Burgenlandkreis.

## Beschreibung
Das Naturschutzgebiet liegt nördlich von Freyburg (Unstrut) im Naturpark Saale-Unstrut-Triasland. Es stellt im Südosten des gleichnamigen, rund 400 Hektar großen Waldgebietes liegende Bereiche mit Traubeneichen-Hainbuchenwäldern und Eichen-Trockenwäldern und angrenzende, überwiegend nach Süden exponierte Hangbereiche des Sohlbergs mit Kalkmagerrasen und Felsheiden auf dem Muschelkalkplateau der Querfurter Platte unter Schutz. Während die Waldbereiche früher als Mittelwald bewirtschaftet wurden, wurden Teile der Hanglagen für Weinbau genutzt. Die Strauchschicht im Waldgebiet wird überwiegend von der Gewöhnlichen Hasel gebildet. In der Krautschicht siedeln Echte Sternmiere, Waldflattergras, Waldzwenke, Schwärzende Platterbse, Nestwurz, Schwertblättriges Waldvöglein und Maiglöckchen. In einer Schlucht im Osten des Naturschutzgebietes sind ferner Waldbingelkraut und Aronstab zu finden. Teilweise stocken im Naturschutzgebiet auch standortferne Nadelbaumforste, die in naturnahe Laubwaldbestände umgewandelt werden sollen.
Am südlichen Plateaurand stockt ein Steinsamen-Eichen-Buschwald mit Elsbeeren. Hier siedelt das Weiße Waldvöglein in der Krautschicht. Daran schließen sich Waldmantelgebüsche und Staudensäume mit Gewöhnlichem Liguster, Rotem Hartriegel, Wolligem Schneeball, Kornelkirsche, Ein- und Zweigriffeligem Weißdorn, Schlehdorn und Gewöhnlicher Zwergmispel sowie Diptam, Schwärzender Platterbse, Hirschwurz-Haarstrang, Purpurblauem Steinsame, Blutrotem Storchschnabel und Gewöhnlicher Zwergmispel an.
An den nach Süden exponierten Hangbereichen sind Trocken- und Halbtrockenrasen zu finden, die am tiefgründigen Unterhand von Furchenschwingel-Fiederzwenken-Halbtrockenrasen und hangaufwärts von Walliserschwingel-Pfriemengras-Trockenrasen gebildet werden. Hier siedeln u. a. mit Echtem Federgras, Pferdesesel, Nacktstängelschwertlilie und Violetter Schwarzwurzel Arten mit subkontinentalem Verbreitungsschwerpunkt sowie mit Echter Kugelblume, Wimperperlgras, Astloser Graslilie, Stängellosem Tragant, Grauem Sonnenröschen und Purpurknabenkraut Arten mit submediterranem Verbreitungsschwerpunkt.
Die Waldgebiete im Naturschutzgebiet sind Lebensraum u. a. des Hirschkäfers sowie verschiedener Vogelarten, darunter Habicht, Schwarzspecht, Kleinspecht und Neuntöter. Weiterhin sind hier verschiedene Fledermäuse wie Mopsfledermaus, Großes Mausohr und Kleine Hufeisennase heimisch. Die Schlehdorngebüsche in den Waldmantelbereichen im Süden des Naturschutzgebietes sind Lebensraum des Segelfalters, die Trockenrasen und -gebüsche bieten u. a. Lebensraum für Schwarzfleckigen Grashüpfer und Waldgrille.